# وورونژ
شهر وورونژ یا وارونژ (به روسی: Воронеж) در کشور روسیه و در اوبلاست (استان) وارونژ واقع شده‌است.

## جستارهای وابسته

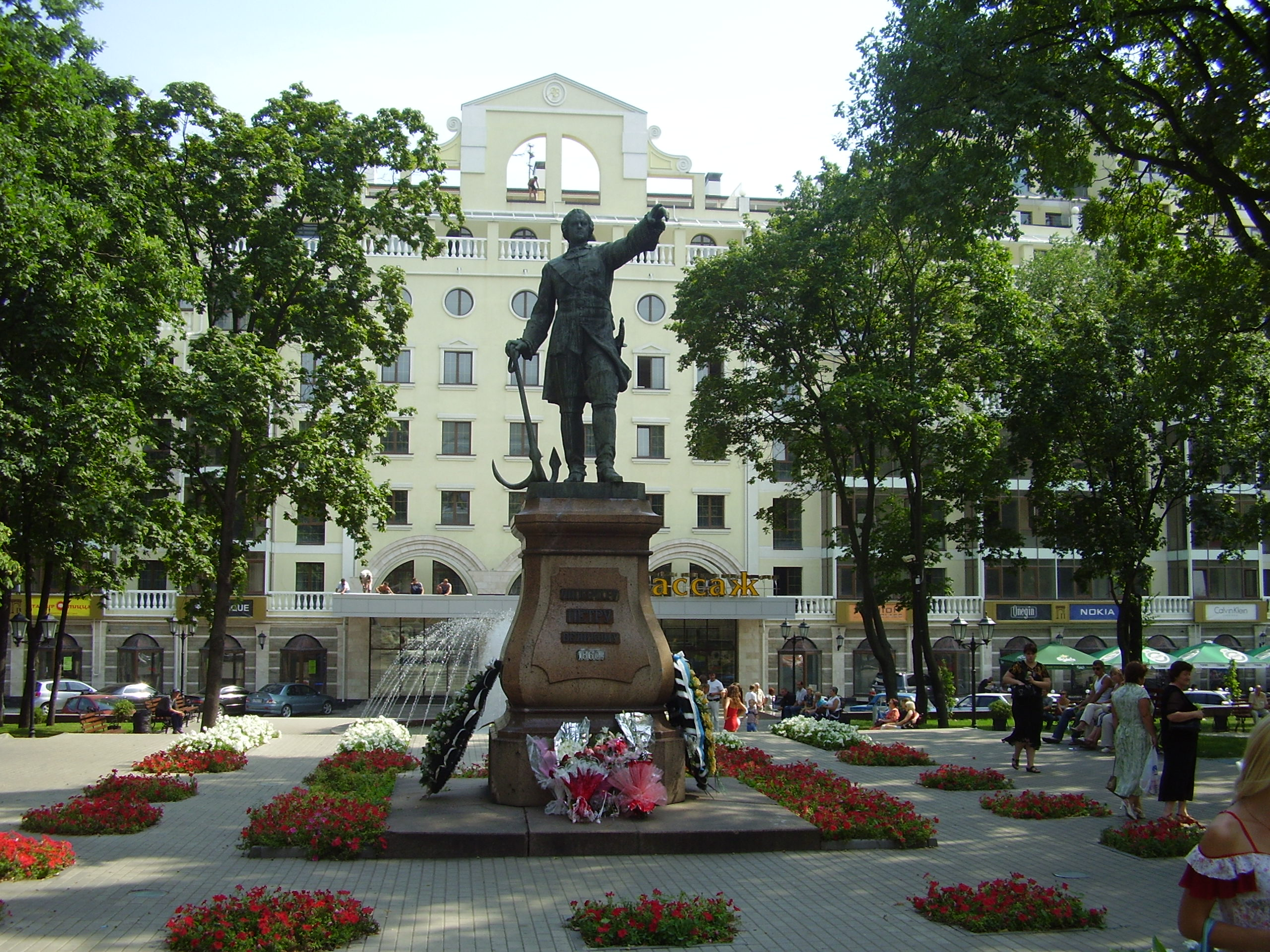